# Burwin
Burwin – wieś w Polsce, położona w województwie lubelskim, w powiecie bialskim, w gminie Łomazy. Obok miejscowości przepływa niewielka rzeka Rudka, dopływ Krzny.
| SIMC    | Nazwa   | Rodzaj    |
| ------- | ------- | --------- |
| 1022328 | Nowe    | część wsi |
| 1022498 | Średnie | część wsi |
| 1022535 | Zadnie  | część wsi |

W latach 1954–1968 wieś należała i była siedzibą władz gromady Burwin, po jej zniesieniu w gromadzie Dubów. W latach 1975–1998 miejscowość administracyjnie należała do województwa bialskopodlaskiego. 
Wieś jest sołectwem w gminie Łomazy. Według Narodowego Spisu Powszechnego (III 2011 r.) liczyła 93 mieszkańców.
Wierni Kościoła rzymskokatolickiego należą do parafii Parafia św. Jozafata w Korczówce.

## Historia
Burwin - w wieku XIX taką nazwę nosiły wieś i dwa folwarki w powiecie bialskim, guberni siedleckiej gminie Lubienka parafii Łomazy, i Karczówka. Jeden z folwarków  wraz z folwarczkiem także tej nazwy (90 mórg obejmującym) rozległy był na  343 mórg. Folwarki te należą do Chmielińskiego i Mroza. Mniejszy z nich nosi nazwę hipoteczną „Burwin z dopisem „lit. B.”. 
Drugi folwark z nim graniczący,  do r. 1874 stanowił całość z dobrami: Krasówka, Lorcin i Krasowce. Jego rozległość wynosiła mórg 415. Nazwa hipoteczna tego folwarku Burwin z dopisem „lit. A.“. 
Wieś Burwin liczyła w 1827 r. 23 domy i 84 mieszkańców. W roku 1883 było tu 25 domów i 227 mieszkańców. Według spisu powszechnego z roku 1921 miejscowość Burwin w gminie Lubenka II posiadała 48 domów i 294 mieszkańców